# 蒂法妮·于奥-马尔尚
蒂法妮·于奥-马尔尚（法語：Tifany Huot-Marchand，1994年5月10日—），法国女子短道速滑运动员，2018年欧洲短道速滑锦标赛女子3000米接力铜牌得主、2019年欧洲短道速滑锦标赛女子1000米银牌得主、2021年欧洲短道速滑锦标赛女子3000米接力金牌得主、2021年世界短道速滑锦标赛女子3000米接力银牌得主。